# Epiphanes senta
Epiphanes senta är en hjuldjursart som först beskrevs av Müller 1773.  Epiphanes senta ingår i släktet Epiphanes och familjen Epiphanidae. Arten är reproducerande i Sverige. Inga underarter finns listade i Catalogue of Life.